# Tyrannochromis
Tyrannochromis ist eine Gattung afrikanischer Buntbarsche (Cichlidae). Sie kommen endemisch im Malawisee in Ostafrika vor. Der wissenschaftliche Name dieser piscivoren Raubfische soll auf „herrschende“ Stellung der Gattung an der Spitze der Nahrungspyramide im Malawisee hinweisen (Gr.: „tyranos“ = Despot o. Herrscher + Chromis (Gattung von Riffbarschen, in der früher auch Buntbarsche beschrieben wurden)).

## Merkmale
Tyrannochromis-Arten sind großköpfig und langgestreckt und besitzen ein extrem großes Maul, das gerade eingeschnitten ist. Sie erreichen Körperlängen von 23 bis 41 cm, sind silbriggrau, beige, hell bräunlich, bläulich oder fast schwarz gefärbt und zeigen ein längs- (ein bis zwei Längsstreifen) und quergestreiftes Melaninmuster. Kehle, Brust und Bauch sind gelblich oder orange. Charakteristisch für die Gattung ist ein kammartiger Aufwuchs auf dem nach oben weisenden Ast der Praemaxillare (praemaxillares Pedicel).

## Arten
Gegenwärtig werden zwei sichere Arten zur Gattung Tyrannochromis gerechnet. Sie lassen sich an der Länge des praemaxillaren Pedicel und anhand der Färbung unterscheiden.
- Tyrannochromis macrostoma (Regan, 1922)
- Tyrannochromis nigriventer Eccles, 1989

Von der Typusart Tyrannochromis macrostoma und von zwei weiteren Arten (T. maculiceps (Ahl, 1926) u. T. polyodon (Trewavas, 1935)) ist bisher jeweils nur ein einziges Exemplar wissenschaftlich untersucht worden und es ist möglich, dass sich bei der Untersuchung weiterer Exemplare der zwei umstrittenen Arten und der Typusart herausstellt, dass die umstrittenen Arten morphometrisch innerhalb der für die Typusart festgestellten Werte liegen, so dass diese beiden Arten mit T. macrostoma synonymisiert werden müssten.